# Xico
Xico – miasto w środkowym Meksyku, w stanie Meksyk. Liczy 388 000 mieszkańców (1 lipca 2014 roku).